# Codex Sinaiticus

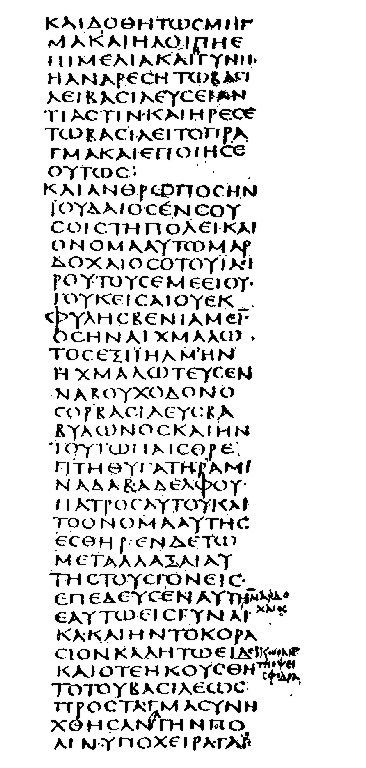
En sida ur Codex Sinaiticus
Ester 2:3-8

Codex Sinaiticus (London, Brit. Libr., Add. 43725; Gregory–Aland no. א (Aleph) eller 01) är en komplett majuskelhandskrift på pergament av Nya testamentet och innehåller andra hälften av Gamla testamentet samt Barnabasbrevet och delar av Hermas Herden.
Avskrivet omkring mitten av 300-talet på grekiska, och har tillkommit vid bibliotek i antingen Egypten eller Palestina. Det är tillsammans med Codex Vaticanus bland de mest värdefulla handskrifterna för Bibelns textkritik.
Handskriften återfanns 1844 av den tyske teologen Constantin von Tischendorf under en forskningsresa till St. Katarinaklostret vid Sinai berg. Han fick tillåtelse av munkarna att ta med sig delar av manuskriptet och dessa har sedan dess förvarats i Leipzigs universitetsbibliotek. Vid ytterligare ett besök 1859 lyckades han övertala munkarna att skänka återstoden av manuskriptet till den ryske tsaren. Denne gav 9 000 rubel till klostret som ersättning och klenoden hamnade i Ryska nationalbiblioteket i Sankt Petersburg. 1933 köpte British Museum handskriften av Sovjetunionen för £100.000, som hopbragtes genom en folkinsamling. Under ett restaureringsarbete 1975 i Katarinaklostret upptäckte munkarna ett rum under St. Georgs kapell som innehöll ett antal pergamentblad och bland dem ytterligare tretton blad av handskriften.
Codex Sinaiticus är nu delat i fyra olika delar: 43 blad finns i Leipzigs universitetsbibliotek, 347 blad i British Library i London, 12 blad och 14 fragment i St. Katarinaklostret och 3 blad i ryska nationalbiblioteket i St. Petersburg.
I juni 2005 startades ett gemensamt projekt för de fyra biblioteken under ledning av British Library för att åstadkomma en digital utgåva av handskriften och samtidigt utföra kompletterande undersökningar av pergamentfragmenten.
En översättning av de fyra evangelierna till gammalsyriska från 200- eller 300-talet, kallas Codex Sýrus Sinaíticus, och återfanns 1892 i Katarinaklostret. Detta är den äldsta kända versionen av Vetus syra, som Peshittabibeln bygger på.